# Obryte
Obryte è un comune rurale polacco del distretto di Pułtusk, nel voivodato della Masovia.
Ricopre una superficie di 139,73 km² e nel 2004 contava 4 848 abitanti.